# A-235
A-235는 러시아의 대탄도 요격 미사일이다. PL-19 Nudol이라고도 부른다. 누돌 설계국에서 개발했다.

## 역사
A-235 시험발사는 2014년부터 시작되었다.
2016년 12월 16일, PL-19로 명명된 ASAT 미사일의 5차 시험발사를 했다.
2020년 12월 16일, 미국 우주사령부 사령관(USSC) 제임스 디킨슨 육군대장은 러시아가 3번째 반위성 요격 A-235 PL-19 Nudol ASAT 미사일(DA-ASAT) 체계 시험에 성공하였다고 말했다. en:James H. Dickinson 참조. 실제 위성 요격 성공을 3번째로 했다는 의미이다.
2021년 11월 14일, 러시아는 14일 밤에서 15일 새벽 사이 코스모스-1408로 추정되는 자국 위성에 ASAT를 발사해 파괴했다. 이 인공위성은 지난 1982년에 발사했다가 수년 전 가동을 멈춘 첩보 위성으로 마지막 관측 당시 지상 약 485 km 궤도를 돌고 있었다. 이에 지상 420 km 궤도를 돌고 있는 ISS에 비상이 걸렸다. 폭발 여파로 인공위성이 1500개 이상의 추적 가능한 파편과 수만개의 추적 불가능한 미세 파편으로 분해되며 이른바 ‘파편 구름’(debris cloud)을 형성했기 때문이다. 공기 저항이 없는 우주 공간에서 이런 파편은 총알보다 7~8배 빠른 초속 7 km 이상으로 움직인다. 1 cm보다 작은 파편 하나로도 우주비행사와 우주정거장 등에 치명적 피해를 줄 수 있다.
A-135는 핵탄두를 장착했고, 고정식 발사대를 사용하는데 비해, A-235는 재래식 탄두를 장착했고, 이동식 발사대를 사용한다.
A-135는 1995년부터 가동되었으며, 이전의 A-35 탄도 미사일 방어 시스템의 후손이었으며, 1972년 미국과의 ABM 조약이 2002년 파기될때까지 충실하게 지켰다.

## 제원
- 레이더: Don-2N 레이다
  - Elbrus-2 슈퍼 컴퓨터. 옐브루스 참조.
  - ICBM 탐지거리 3700 km
- 발사장소: 플레세츠크 우주 기지 치클론 2호 옛 발사장
- 장거리 버전
  - 사거리 1500 km
  - 요격고도: 800 km
- 중거리 버전
  - 사거리 1000 km
  - 요격고도: 120 km
- 단거리 버전
  - 사거리 350 km
  - 요격고도: 50 km
- 연료: 2단 고체연료

## 같이 보기
- A-35
- A-135